# Veleso
Veleso (Veles in dialetto comasco, AFI: /ˈveles/) è un comune italiano di 192 abitanti della provincia di Como in Lombardia.
Il territorio comunale è costituito, oltre che dal capoluogo, anche dalla frazione di Erno e dall'agglomerato di case sparse denominato Gorla, tutte storicamente riconosciute dalla comunità.

## Geografia fisica
Il territorio di Veleso si sviluppa in una zona montuosa del Triangolo Lariano, ai piedi del Monte San Primo.

## Origini del nome
Il toponimo Veleso deriverebbe da un termine celtico il cui significato sarebbe "veduta da lontano".

## Storia
Gli annessi agli Statuti di Como del 1335 citano i comuni de Herno et Velexe come le comunità che, all'interno della pieve di Nesso, erano incaricate della manutenzione del tratto di via Regina compreso tra un determinato ponte fino al "terminum qui est punta Saxi quod est intus fopam de Zognio".
Nei secoli successivi Veleso seguì le sorti della pieve di Nesso, dapprima regalata da Ludovico il Moro a Lucrezia Crivelli nel 1497 e quindi infeudata alla famiglia Casnedi dal 1647 al 1787, anno in cui l'ultimo erede maschio morì e la pieve ritornò alla Regia camera del Ducato di Milano.
Dopo una prima esperienza di unione tra i comuni di Veleso ed Erno, nel 1741 quest'ultimo tornò temporaneamente a costituire un'entità comunale autonoma. Nel 1751, il territorio comunale di Erno si estendeva al cassinaggio di Molino. Nel 1753 Erno fu definitivamente riunito a Veleso.
Nel 1797 il muratore Pietro Zerboni, emigrato da Erno verso la Germania, importò per la prima volta sul suolo italiano un macchinario per la tessitura di tele metalliche, grazie al quale fondò una florida impresa a Milano. Grazie al lavoro di maestranze provenienti da Erno, Veleso e Zelbio, l'azienda realizzò vari prodotti, tra cui, attorno alla metà dell'Ottocento, un sipario metallico anti-incendio per il Teatro alla Scala.
Un decreto di riorganizzazione amministrativa del Regno d'Italia napoleonico datato 1807 sancì l'annessione del comune di Veleso con Erno a Nesso, decisione cancellata dalla Restaurazione.
Nel 1928 si registrò la fusione di Zelbio e Veleso in un unico comune denominato "Zelbio-Veleso". L'unione abrogata nel 1948, con la ricostituzione del comune di Veleso con le frazioni Erno e Gorla.

### Simboli
Lo stemma e il gonfalone sono stati concessi con decreto del presidente della Repubblica del 9 febbraio 1994.
Il monte di tre cime vuole ricordare la geografia montuosa del territorio; la signoria della famiglia Crivelli è rappresentata dal loro stemma: un inquartato di rosso e d'argento con un crivello d'oro; le stelle rappresentano il paese stesso, la frazione Erno e l'agglomerato di case sparse conosciuto con il nome di Gorla.
Il gonfalone è un drappo di bianco.

## Monumenti e luoghi d'interesse

### Architetture religiose
L'antica divisione comunale tra Veleso ed Erno si rispecchia nella presenza di due rispettive parrocchiali: 
- la chiesa di Sant'Antonio Abate,[21] ristrutturata più volte nel corso dei secoli[6], dal 1590 è la sede della parrocchia di Veleso[14];
- la chiesa di Sant'Andrea Apostolo, ristrutturata tra il 1821 e il 1851,[22] dal 1749[23] è la sede della parrocchia di Erno, indipendente da quella di Veleso.

Il centro di Veleso ospita anche la chiesetta dell'Addolorata. Risalente al XV secolo, fu restaurata negli anni 1954 e 1982.
Espressione della devozione popolare sono anche una serie di cappelle dislocate sul territorio:
- Cappella alla Madonna di Caravaggio, costruita in centro paese nel 1710;[6]
- Cappella in località Crignolo, costruita in ricordo alla peste del Seicento;[6]
- Cappella di San Rocco, costruita attorno al 1721 nel cimitero paesano;[6]
- Cappella dei fratelli Frisoni, costruita in seguito alle guerre mondiali del Novecento sulla strada per la Forcoletta.[6]

### Aree naturali
Da Veleso si snodano una serie di sentieri attraverso cui è possibile raggiungere le seguenti aree naturali presenti sul territorio.
- Cascata del Budancan[25]
- Pian del Tivano[26]
- Monte San Primo[27]
- Monti di Erno[28]
- Monte Colmenacco[29]
- Monte Forcoletta[30]
- Monte Palanzone[31]

## Società

### Evoluzione demografica

#### Demografia pre-unitaria
- 1751: 459 abitanti a Veleso e 173 a Erno[7][11]
- 1771: 303 abitanti a Veleso con Erno[32]
- 1799: 550 abitanti a Veleso con Erno[15]
- 1805: 632 abitanti a Veleso con Erno[15]
- 1809: 468 abitanti (prima dell'annessione a Nesso)[15]
- 1853: 606 abitanti[16]

#### Demografia post-unitaria
Abitanti censiti

## Cultura

### Cucina
Piatti tipici della zona sono la pulénta vüncia, la supa de scigulin, il paradell e la pulenta balota.

## Economia

### Agricoltura e artigianato
Centro dalla vocazione agro-pastorale, Veleso fu per lungo tempo una terra dedita alla coltivazione di cereali, alberi da frutta e castagni e all’allevamento in pascoli ad alta quota, quest'ultimo parzialmente praticato ancor'oggi con un'annessa produzione casearia da latte vaccino e di capra nelle baite dislocate sul territorio.
Da un punto di vista manifatturiero, tipica dell’artigianato locale è la produzione di cestini in legno di nocciolo.

### Industria
Sotto il profilo industriale, nella frazione di Erno è tuttora attiva una tradizionale attività di lavorazione della tela metallica, iniziata nel 1797 con la prima importazione nel suolo italiano di appositi macchinari provenienti dalla Germania da parte di un emigrato ernese.
Attualmente il sindaco è la Dottoressa Livia Cioffi.

### Annotazioni
1. ↑  Per il dialetto comasco, si utilizza l'ortografia ticinese, introdotta a partire dal 1969 dall'associazione culturale Famiglia Comasca nei vocabolari, nei documenti e nella produzione letteraria.

### Fonti
1. 1 2   Bilancio demografico mensile anno 2025 (dati provvisori), su demo.istat.it, ISTAT.
2. ↑   Classificazione sismica (XLS), su rischi.protezionecivile.gov.it.
3. ↑   Tabella dei gradi/giorno dei Comuni italiani raggruppati per Regione e Provincia (PDF), in Legge 26 agosto 1993, n. 412, allegato A, Agenzia nazionale per le nuove tecnologie, l'energia e lo sviluppo economico sostenibile, 1º marzo 2011,  p. 151. URL consultato il 25 aprile 2012 (archiviato dall'url originale il 1º gennaio 2017).
4. ↑   AA. VV., Dizionario di toponomastica. Storia e significato dei nomi geografici italiani., Milano, Garzanti, 1996,  p. 690, ISBN 88-11-30500-4.
5. 1 2 3 4 5   Comune di Veleso, su comune.veleso.co.it. URL consultato il 21 maggio 2020 (archiviato dall'url originale il 14 aprile 2023).
6. 1 2 3 4 5 6 7   Comune di Veleso [collegamento interrotto], su comune.veleso.co.it. URL consultato il 21 maggio 2020.
7. 1 2   Comune di Veleso, sec. XIV - 1757 – Istituzioni storiche – Lombardia Beni Culturali, su lombardiabeniculturali.it. URL consultato il 20 maggio 2020.
8. ↑   Comune di Nesso, sec. XIV - 1757 – Istituzioni storiche – Lombardia Beni Culturali, su lombardiabeniculturali.it. URL consultato il 9 maggio 2020.
9. ↑   Comune di Nesso, su comune.nesso.co.it. URL consultato il 9 maggio 2020 (archiviato dall'url originale il 7 aprile 2023).
10. ↑   Comune di Nesso, 1757 - 1797 – Istituzioni storiche – Lombardia Beni Culturali, su lombardiabeniculturali.it. URL consultato il 9 maggio 2020.
11. 1 2 3 4   Comune di Erno, sec. XIV - 1757 – Istituzioni storiche – Lombardia Beni Culturali, su lombardiabeniculturali.it. URL consultato il 20 maggio 2020.
12. 1 2   La storia a tappe [collegamento interrotto], su Comune di Veleso. URL consultato il 21 maggio 2020.
13. ↑   Giuseppe Bolzani, La prima industria, su Comune di Veleso. URL consultato il 21 maggio 2020 (archiviato dall'url originale il 2 settembre 2019).
14. 1 2  Borghese, p. 440.
15. 1 2 3 4   Comune di Veleso, 1798 - 1809 – Istituzioni storiche – Lombardia Beni Culturali, su lombardiabeniculturali.it. URL consultato il 20 maggio 2020.
16. 1 2   Comune di Veleso, 1816 - 1859 – Istituzioni storiche – Lombardia Beni Culturali, su lombardiabeniculturali.it. URL consultato il 20 maggio 2020.
17. ↑   Comune di Zelbio, 1859 - 1928 – Istituzioni storiche – Lombardia Beni Culturali, su lombardiabeniculturali.it. URL consultato il 9 maggio 2020.
18. ↑   Comune di Zelbio Veleso, 1928 - 1948 – Istituzioni storiche – Lombardia Beni Culturali, su lombardiabeniculturali.it. URL consultato il 9 maggio 2020.
19. ↑   Veleso, decreto 1994-02-09 DPR, concessione di stemma e gonfalone, su Archivio Centrale dello Stato. URL consultato il 31 ottobre 2022.
20. ↑   Veleso, su Stemmi dei Comuni della Provincia di Como. URL consultato il 31 ottobre 2022.
21. ↑   Chiesa di S. Antonio Abate - complesso, Via A. Zerboni - Veleso (CO) – Architetture – Lombardia Beni Culturali, su lombardiabeniculturali.it. URL consultato il 20 maggio 2020.
22. ↑   Comune di Veleso, su comune.veleso.co.it. URL consultato il 21 maggio 2020 (archiviato dall'url originale il 2 settembre 2019).
23. ↑   Chiesa di S. Andrea Apostolo - complesso, Piazza studente Franco Mariani - Veleso (CO) – Architetture – Lombardia Beni Culturali, su lombardiabeniculturali.it. URL consultato il 20 maggio 2020.
24. ↑   Chiesa dell'Addolorata, Via A. Manazzali - Veleso (CO) – Architetture – Lombardia Beni Culturali, su lombardiabeniculturali.it. URL consultato il 20 maggio 2020.
25. ↑   Comune di Veleso [collegamento interrotto], su comune.veleso.co.it. URL consultato il 21 maggio 2020.
26. ↑   Comune di Veleso, su comune.veleso.co.it. URL consultato il 21 maggio 2020 (archiviato dall'url originale l'8 marzo 2022).
27. ↑   Comune di Veleso [collegamento interrotto], su comune.veleso.co.it. URL consultato il 21 maggio 2020.
28. ↑   Comune di Veleso [collegamento interrotto], su comune.veleso.co.it. URL consultato il 21 maggio 2020.
29. ↑   Comune di Veleso [collegamento interrotto], su comune.veleso.co.it. URL consultato il 21 maggio 2020.
30. ↑   Comune di Veleso [collegamento interrotto], su comune.veleso.co.it. URL consultato il 21 maggio 2020.
31. ↑   Comune di Veleso, su comune.veleso.co.it. URL consultato il 21 maggio 2020 (archiviato dall'url originale il 7 marzo 2022).
32. ↑   Comune di Veleso, 1757 - 1797 – Istituzioni storiche – Lombardia Beni Culturali, su lombardiabeniculturali.it. URL consultato il 20 maggio 2020.
33. ↑  Dati tratti da:
  -  Popolazione residente dei comuni. Censimenti dal 1861 al 1991 (PDF), su ebiblio.istat.it, ISTAT.
  -  Popolazione residente per territorio – serie storica, su esploradati.censimentopopolazione.istat.it.
Nota bene: il dato del 2021 si riferisce al dato del censimento permanente al 31 dicembre di quell'anno.
34. ↑  TCI, p. 308.